# Gaston Plaud
Pour les articles homonymes, voir Plaud.
Gaston Plaud, né le 20 mars 1920 à Saint-Savin dans la Vienne et mort le 22 novembre 2018, est un directeur sportif français d'équipes cyclistes professionnelles.
Après une carrière chez les amateurs, il fut en particulier le patron emblématique de l'équipe cycliste professionnelle Peugeot, de 1958 à 1974. Il a été notamment le directeur sportif de Pino Cerami, Ferdinand Bracke, Rolf Wolfshohl, Tom Simpson, Roger Pingeon, Eddy Merckx, Raymond Delisle, Bernard Thévenet.

## Palmarès en tant que cycliste
- 1942
  - Champion du Limousin des sociétés
  - Champion du Limousin de poursuite par équipes
  - Champion d'Indre de poursuite par équipes
- 1943
  - Champion du Limousin de poursuite par équipes
  - Champion du Limousin de vitesse par équipes
  - 2e du championnat de France des sociétés de vitesse
- 1948
  - Champion de l'Orléanais de poursuite par équipes
- 1951
  - Grand Prix de Saumur
  - 2e d'Angers-Tours-Angers
- 1952
  - Champion de l'Orléanais par équipes
  - Champion de l'Orléanais de vitesse par équipes
- 1953
  - Champion de l'Orléanais indépendants
- 1954
  - Champion de l'Orléanais de poursuite par équipes
  - Champion de l'Orléanais de vitesse par équipes